# Csárdás

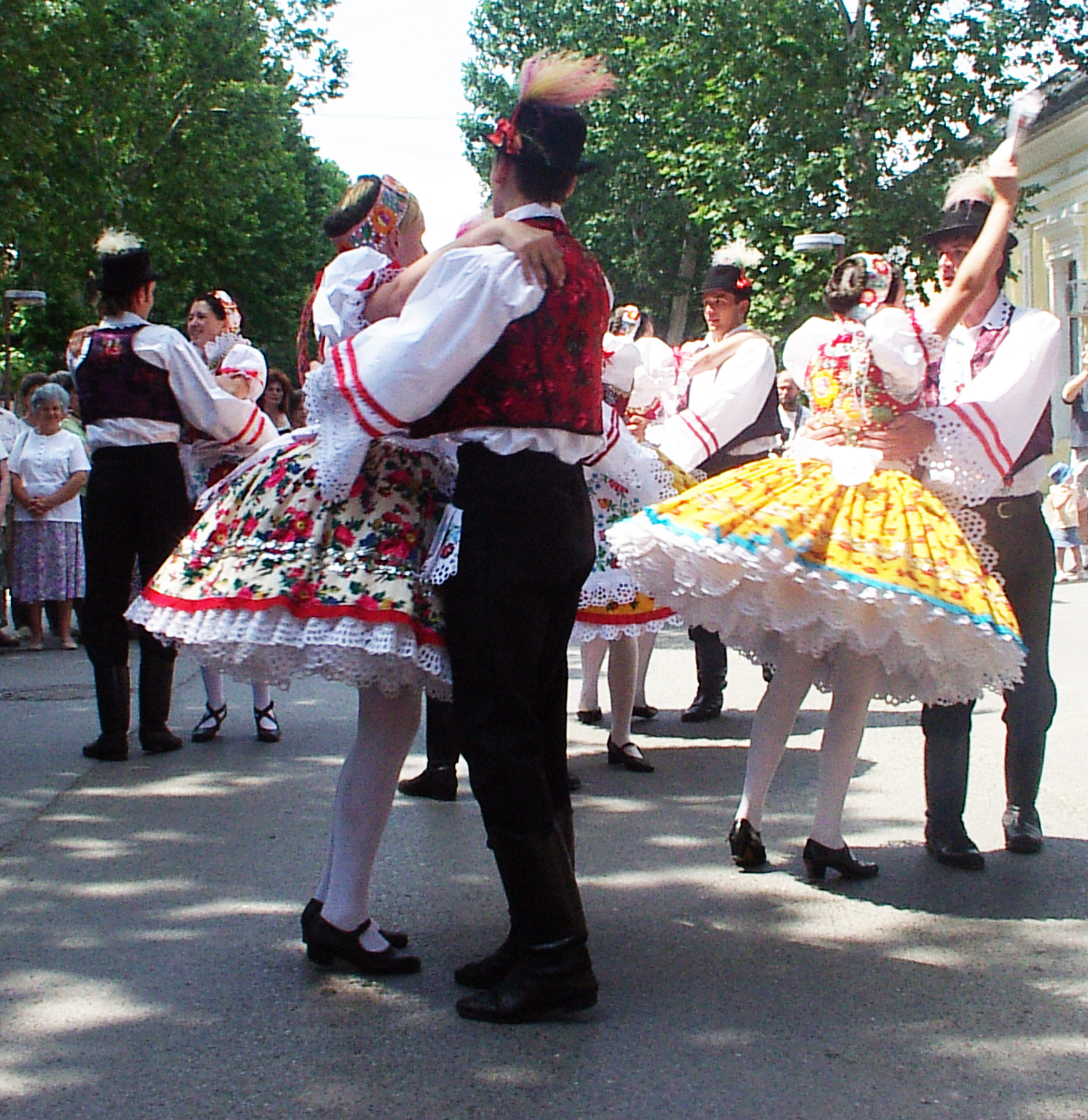
Csárdás in Doroslovo

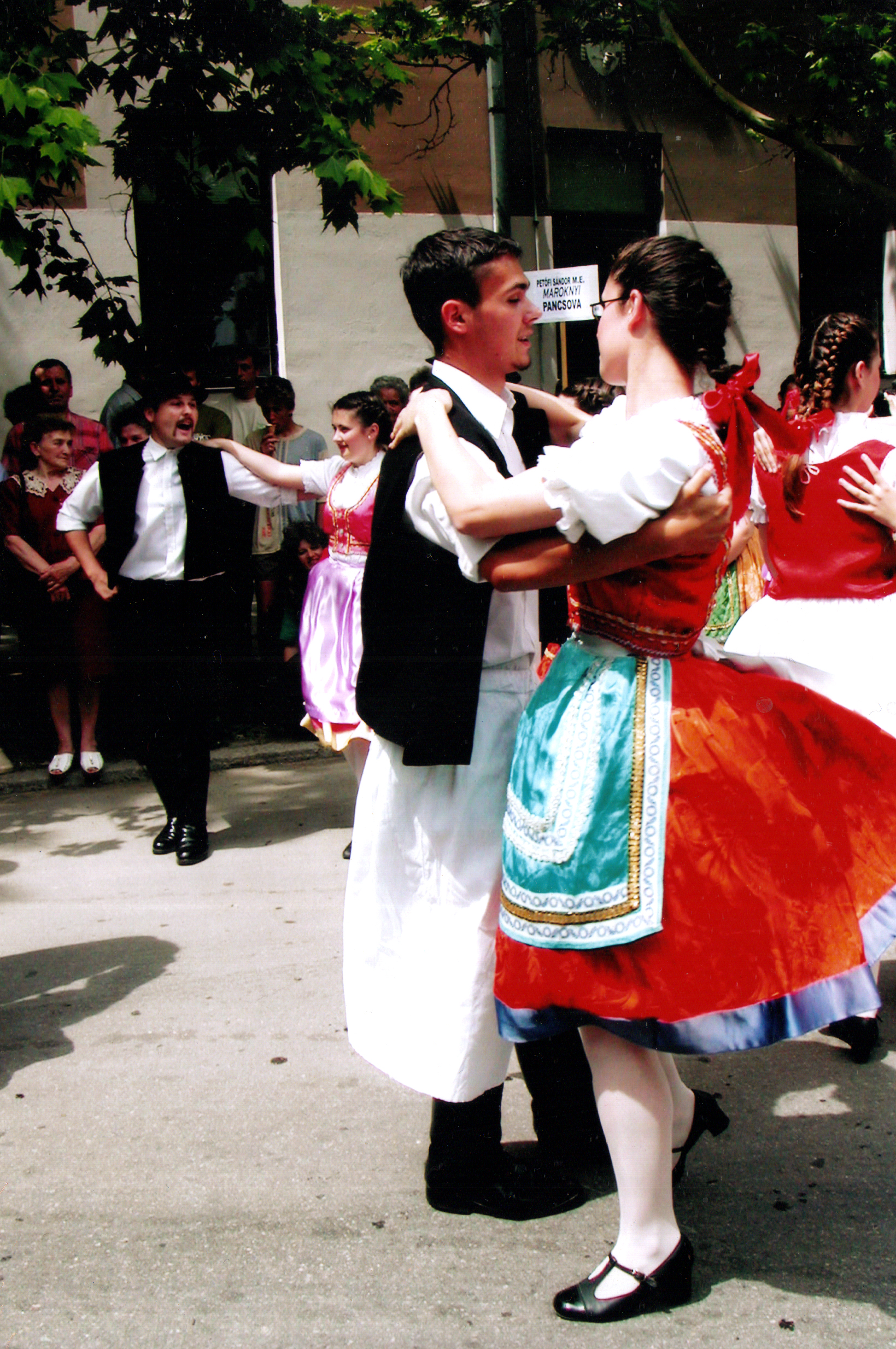
Csárdás in Skorenovac

Csárdás [ˈt͡ʃaːr.daːʃ] (auch Czárdás, von csárda, „Wirtshaus, Dorfschenke“) ist eine Musik, eine traditionelle Tanzform der Bevölkerung Ungarns und der Nachbarländer, insbesondere Siebenbürgens, sowie eine Grundfigur dieser Tanzform.

## Tanz
Die Tanzform besteht aus mehreren Teilen und wird am Platz improvisiert, von jedem Paar für sich, von Solotänzern und auch in Kreisen von Frauen, Männern oder mehreren Paaren. Zuerst in langsamem Tempo (lassú), später folgt der wilde, sich steigernde, geradtaktige Haupttanz der Paare in Dur (friss).
Die Tanzfigur Csárdás ist im Grunde ein seitlicher Wechselschritt der Paare am Platz und ohne Drehung. Eine weitere typische Figur ist das gemeinsame Drehen am Platz mit einer Aufstellung versetzt gegenüber – gleiche Schultern aneinander. Auch eine reiche Auswahl von Plattlerfiguren der Männer gehört zum Csárdás. Der gesamte Tanz besteht aus einer großen Zahl von Figuren, die von den Tänzern improvisatorisch aneinandergefügt werden. Dabei haben sich Tanzdialekte ausgebildet, durch die verschiedene Formen des Csárdás unterschieden werden können.
Über den Ursprung des Tanzes gibt es verschiedene Meinungen. Einige sehen die Herkunft in einem Heiduckentanz, andere weisen auf die Verbindung mit dem Verbunkos (abgeleitet von Werbung) hin, einem Tanz, mit dem im 18. Jahrhundert Zigeunerkapellen Soldaten für die habsburgische Armee anwarben.
Im Jahr 2024 wurde „Tradition des Csárdás-Tanzes“ von der UNESCO in die Repräsentative Liste des immateriellen Kulturerbes der Menschheit aufgenommen.

## Musik
Die Musik des Csárdás ist bis heute vor allem ungarische oder rumänische Volksmusik, die häufig von "Zigeunerkapellen" mit erster Geige (prím), zweiter Geige (kontra, häufig eine Bratsche) für die akkordische Begleitung und gestrichenem Bass aufgeführt wird, im 19. Jahrhundert auch mit der Drehleier Tekerőlant.
Mit Franz Liszt hat der Csárdás Eingang in die Kunstmusik gefunden. Liszt komponierte mehrere Csárdás für Klavier, bekannt sind der Csardas macabre und der Csárdás obstiné. Ein musikalischer Höhepunkt der Operette Die Fledermaus (1874) von Johann Strauß Sohn ist der Csárdás „Klänge der Heimat“, den die Figur der Rosalinde auf einem Maskenball im 2. Akt singt. 
Eines der bekanntesten Beispiele ist der Csárdás für Violine und Klavier des italienischen Violinvirtuosen und Komponisten Vittorio Monti aus dem Jahr 1904.